# Circuit de Surfers Paradise
Le circuit de Surfers Paradise (Surfers Paradise International Raceway en anglais) était un circuit automobile australien situé à Surfers Paradise dans le Queensland. Il fut dessiné et construit par l'architecte Keith Williams, un passionné de course automobile.

## Présentation
Situé face aux Surfers Paradise Ski Gardens à Carrara, le circuit comprenait une dragstrip, aménagée sur la ligne droite des stands, suivie d'un virage à droite à haute vitesse, passant sous un pont Dunlop, qui conduisait à un virage serré débouchant sur une moyenne ligne droite. Les pilotes négociaient ensuite un virage rapide à gauche avant de se précipiter dans une série de droite-gauche qui longeait la seule colline du complexe. Un virage lent à droite ouvrait la voie de retour vers la ligne droite des stands. Le complexe hébergeait également une speedway en terre d'un quart de mile et une piste d'atterrissage. Keith Williams vendit le circuit en 1984, et après des années laissé à l'abandon, il fut détruit en 2003. Le site a depuis été réaménagé et abrite aujourd'hui des logements appartenant à la Emerald Lakes Real Estate.

## Principaux événements

### Formule Tasmane
Avec le circuit de Lakeside situé également au Queensland et accueillant déjà une manche de Formule Tasmane, le championnat ne visita Surfers Paradise pour la première fois qu'en 1968. Lors de cette épreuve, Jim Clark (Lotus 49T), Chris Amon (Ferrari 246) et Graham Hill s'invitèrent sur le podium. Entre 1970 et 1975, le circuit accueillit chaque année une manche du championnat, qui était alors disputé sous réglementation Formule 5000.

### Grand Prix d'Australie
En 1975, Surfers Paradise accueillit son seul Grand Prix d'Australie. Sous une pluie torrentielle, Max Stewart amena sa Lola T400 à la victoire, devançant John Leffler et Ray Winter.

### Championnat d'Australie des voitures de tourisme
Plusieurs manches de ce championnat se disputèrent entre 1969 et 1987.

### Endurance
De nombreuses courses d'endurance furent organisées sur le circuit dont les Rothmans 12 Hours.